# Soliva (Areny de Noguera)
Soliva és un poble, actualment deshabitat, que pertany al municipi d'Areny de Noguera, a la Ribagorça (Aragó).
Està situat a la cara oriental de la serra de Sant Marc, a migjorn del terme municipal, en un paratge de difícil accés.
La seva església del Remei, que depenia de la del Roser de Claravalls, és romànica del segle xii, però molt reformada al XVIII.